# Henley (Bitterley)
Henley – osada w Anglii, w hrabstwie Shropshire, w dystrykcie (unitary authority) Shropshire. Leży 3,1 km od miasta Ludlow, 36,8 km od miasta Shrewsbury i 202,2 km od Londynu. Henley jest wspomniana w Domesday Book (1086) jako Hanelau.